# قلعه یری
قلعه یری مربوط به عصر آهن - دوره اشکانیان است و در شهرستان بیله‌سوار، بخش قشلاق دشت، دهستان قشلاق شرقی، روستای قشلاق پارا واقع شده و این اثر در تاریخ ۱۲ شهریور ۱۳۸۶ با شمارهٔ ثبت ۱۹۴۰۰ به‌عنوان یکی از آثار ملی ایران به ثبت رسیده است.